# Renault R31
Renault R31 — гоночный автомобиль с открытыми колёсами команды Lotus Renault GP, разработанный и построенный для участия в Чемпионате мира по автогонкам в классе Формула-1 сезона 2011 года.

## Разработка

### Передний выхлоп

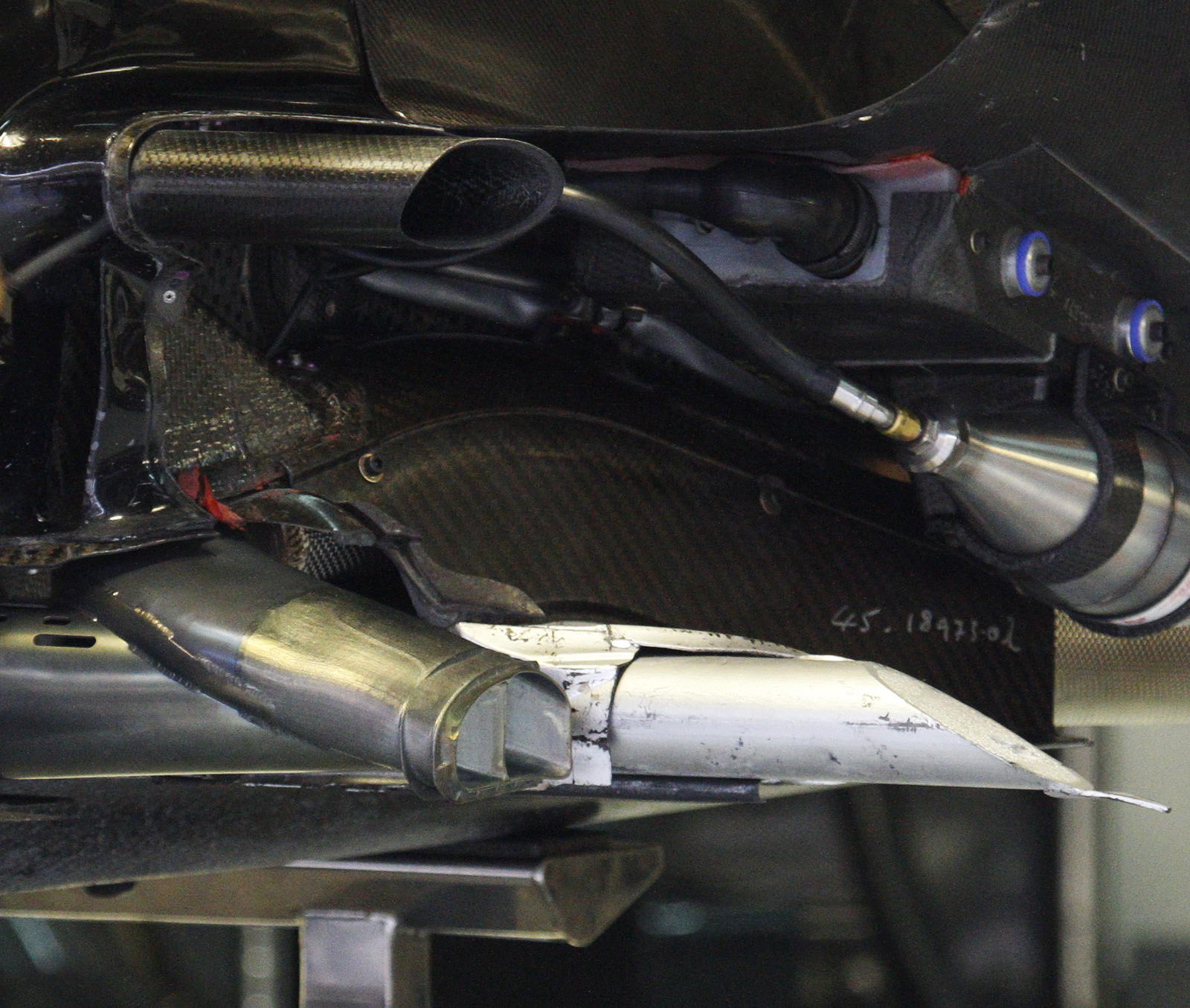
Передний выхлоп Renault R31

В сезоне 2011 года регламентом было запрещено использование двойных диффузоров, позволявших в предыдущие два года добиваться значительной прибавки прижимной силы в задней части машины. Как и в других командах, инженеры Lotus Renault при разработке R31 попытались компенсировать нехватку прижимной силы, использовав поток горячих выхлопных газов. В отличие от конкурентов, выводивших выхлопные трубы в область диффузора, в Lotus Renault пошли более радикальным путём, значительно удлинив выхлопную трубу и изменив её конфигурацию. Выводы выхлопных труб разместили в районе нижней передней части боковых понтонов. Суть инновации была в том, что горячие выхлопные газы при таком расположении выхлопной системы, проходя под днищем, попадают в диффузор и тем самым увеличивают общую аэродинамическую эффективность R31.
Поскольку при такой конфигурации трубы очень длинные, а высокооборотистые моторы Формулы-1 требуют как можно меньшего короткого выхлопа, инженерам-мотористам Renault пришлось вносить изменения в настройки двигателей RS27, чтобы минимизировать потери крутящего момента и мощности двигателя. Также выхлопная система повысила требования к термоизоляции кокпита гонщика и топливного бака, поскольку при работающем двигателе её температура составляет 950-1000 градусов.
При всей многообещающей конфигурации выхлопной системы, с первых тестов команда столкнулась с тем, что реальная прижимная сила, которую генерировала новинка, оказалось ниже, чем та, что была рассчитана по ходу испытаний в аэродинамической трубе. Впрочем, в начале сезона R31 была довольно быстра, что подтверждают два подиума в двух первых Гран-при. Однако в дальнейшем именно система переднего выхлопа стала главной технической проблемой: команде не удалось соответствовать конкурентам в темпах модернизации шасси, рассчитанного изначально на сложное техническое решение. По ходу сезона была разработана система с традиционным, задним выхлопом, однако команда решила оставить прежний вариант.
Кроме проблемы с модернизацией шасси, выхлопная система не работала должным образом на низких скоростях, и выступления гонщиков команды на трассах с медленными поворотами (таких как Монако, Будапешт, Сингапур и Абу-Даби) были неконкурентоспособными.

## Презентация
Первое появление машины на публике состоялась 31 января 2011 года на трассе имени Рикардо Тормо в Валенсии. Болид выкрашен в золотисто-чёрной гамме альянса Lotus и Renault времён восьмидесятых годов прошлого века.

## Тесты
С 1 по 3 февраля команда провела первые тесты нового болида на трассе имени Рикардо Тормо.

## История выступлений

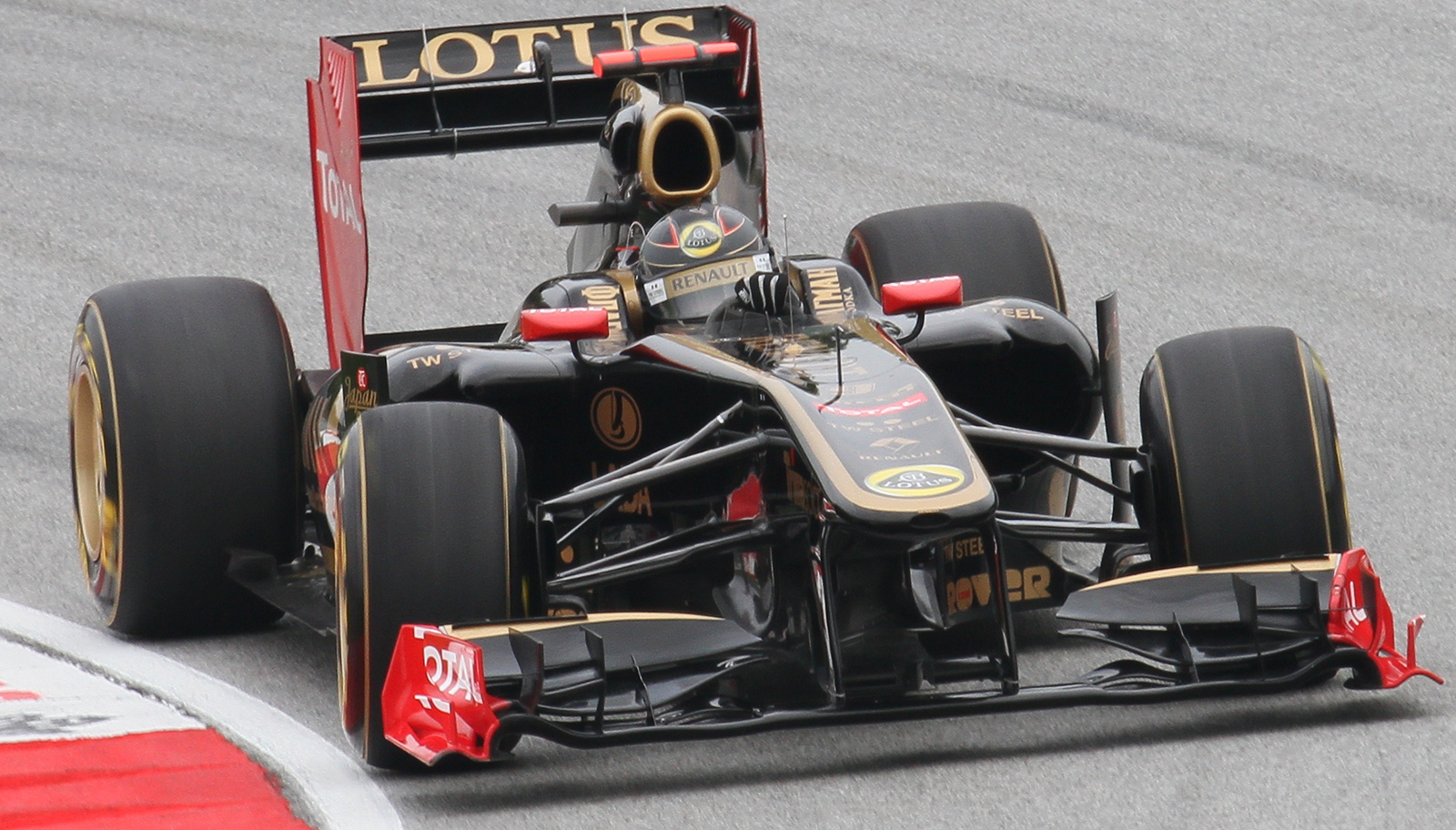
Ник Хайдфельд управляет R31 на квалификации к Гран-при Малайзии.

В сезоне 2011 года за команду Lotus Renault GP должны были выступать Виталий Петров и Роберт Кубица, однако поляк попал в серьёзную аварию во время февральских выступлений в ралли, поэтому его заменил Ник Хайдфельд.
Начало сезона выдалось обнадёживающим. В первой гонке сезона, Гран-при Австралии, Виталий Петров впервые в карьере финишировал на подиуме, заняв 3 место. В Малайзии его успех повторил Хайдфельд.
Однако, впоследствии команда начала регрессировать. Результаты как в квалификациях, так и в гонках, стали падать. Сначала Петров и Хайдфельд стали проигрывать пилотам Феррари, затем вперед вышли и гонщики Мерседес.

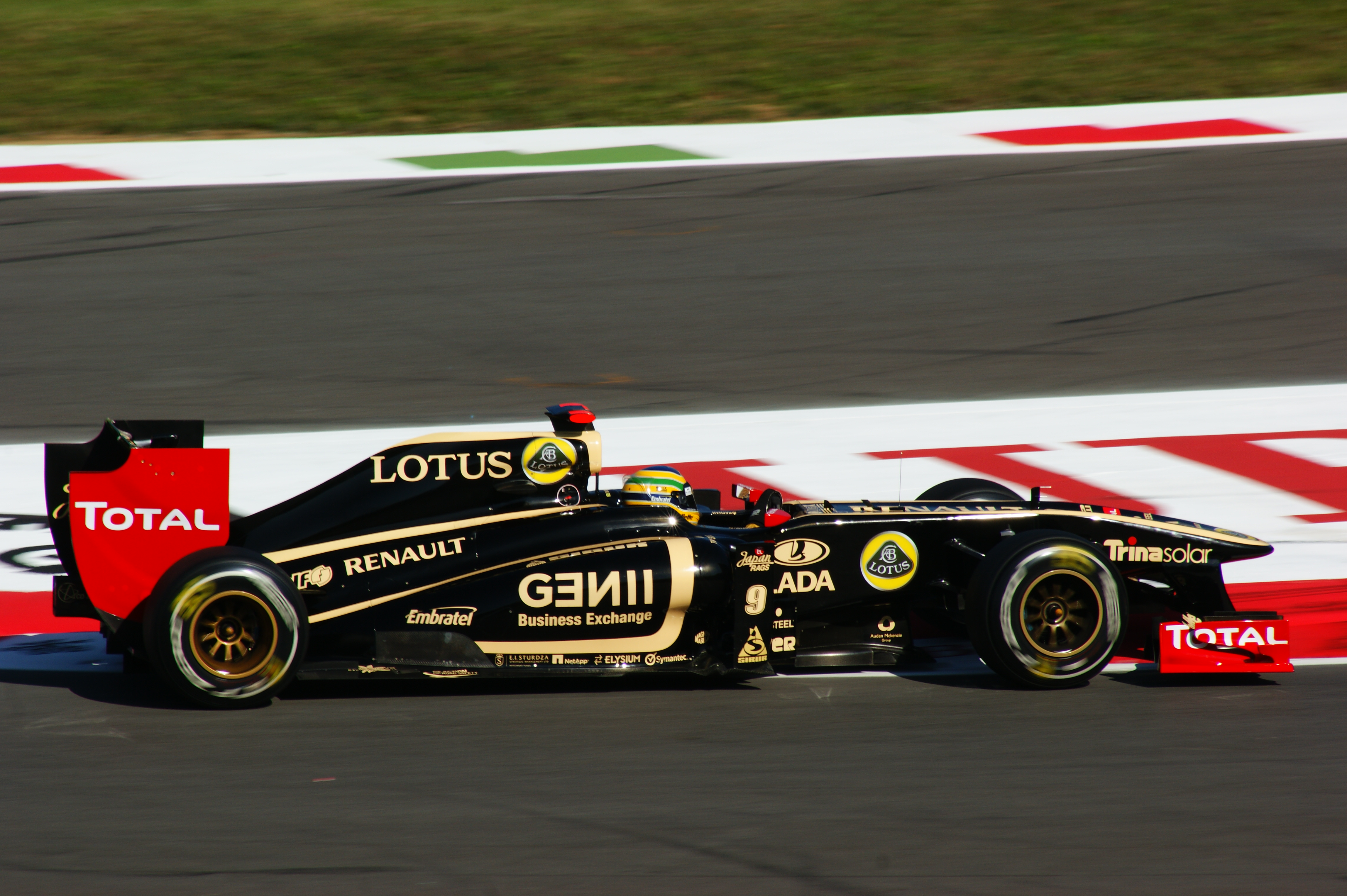
Бруно Сенна в Монце.

На Гран-При Венгрии команда впервые в сезоне не набрала ни одного очка, а Ник Хайдфельд сошёл с дистанции третий раза за пять гонок. Разочаровывающие результаты немца привели к его замене бразильцем Бруно Сенной, племянником знаменитого гонщика Айртона Сенны, начиная с Гран-При Бельгии.

### Результаты выступлений в Формуле-1
| Легенда к таблице |                                                                    |
| --- | ------------------------------------------------------------------ |
| В таблице перечислены результаты всех Гран-при Формулы-1, в которых использовался автомобиль. Строками таблицы являются сезоны, столбцами — этапы чемпионата мира. В каждой клетке указаны сокращённое название этапа и результат, дополнительно обозначенный цветом. Расшифровка обозначений и цветов представлена в нижеследующей таблице. |                                                                    |
| \| Пример \| Описание \| \| ------------ \| ------------------------------------------------------------------ \| \| 1 \| Победитель \| \| 2 \| Второе место \| \| 3 \| Третье место \| \| 5 \| Финишировал, заработав очки \| \| Сход \| Не финишировал, но при этом заработал очки \| \| 12 \| Финишировал, не получив очков \| \| НКЛ \| Финишировал, но не попал в финальную классификацию \| \| 15 \| Участвовал вне зачёта, либо по отдельной классификации \| \| 18 \| Не финишировал, но попал в финальную классификацию \| \| Сход \| Не финишировал \| \| НКВ \| Не прошёл квалификацию \| \| НПКВ \| Не прошёл предквалификацию \| \| ДСК \| Дисквалифицирован \| \| ИСК \| Исключён из протокола соревнований \| \| ТТ \| Заявлен для участия только в тренировках \| \| НС \| Участвовал в квалификации, но не стартовал в гонке \| \| Т \| Травмирован или болен \| \| ОТК \| Отказ от участия \| \| НТР \| Прибыл на соревнования, но на трассу не выезжал \| \| НПР \| Был заявлен в числе участников, но не прибыл к началу соревнований \| \| О \| Соревнования отменены \| \| \| Не участвовал \| \| Поул-позиция \| \| \| Быстрый круг \| \| |                                                                    |
| Пример | Описание                                                           |
| 1 | Победитель                                                         |
| 2 | Второе место                                                       |
| 3 | Третье место                                                       |
| 5 | Финишировал, заработав очки                                        |
| Сход | Не финишировал, но при этом заработал очки                         |
| 12 | Финишировал, не получив очков                                      |
| НКЛ | Финишировал, но не попал в финальную классификацию                 |
| 15 | Участвовал вне зачёта, либо по отдельной классификации             |
| 18 | Не финишировал, но попал в финальную классификацию                 |
| Сход | Не финишировал                                                     |
| НКВ | Не прошёл квалификацию                                             |
| НПКВ | Не прошёл предквалификацию                                         |
| ДСК | Дисквалифицирован                                                  |
| ИСК | Исключён из протокола соревнований                                 |
| ТТ | Заявлен для участия только в тренировках                           |
| НС | Участвовал в квалификации, но не стартовал в гонке                 |
| Т | Травмирован или болен                                              |
| ОТК | Отказ от участия                                                   |
| НТР | Прибыл на соревнования, но на трассу не выезжал                    |
| НПР | Был заявлен в числе участников, но не прибыл к началу соревнований |
| О | Соревнования отменены                                              |
| | Не участвовал                                                      |
| Поул-позиция |                                                                    |
| Быстрый круг |                                                                    |

| Год  | Двигатель                     | Ш | Пилоты    | 1   | 2   | 3   | 4   | 5   | 6    | 7    | 8   | 9   | 10   | 11   | 12  | 13   | 14  | 15  | 16   | 17  | 18   | 19   | Место | Очки |
| ---- | ----------------------------- | - | --------- | --- | --- | --- | --- | --- | ---- | ---- | --- | --- | ---- | ---- | --- | ---- | --- | --- | ---- | --- | ---- | ---- | ----- | ---- |
| 2011 | Renault RS27-2011 2,4 V8 KERS | P |           | АВС | МАЛ | КИТ | ТУР | ИСП | МОН  | КАН  | ЕВР | ВЕЛ | ГЕР  | ВЕН  | БЕЛ | ИТА  | СИН | ЯПО | КОР  | ИНД | АБУ  | БРА  | 5     | 73   |
| 2011 | Renault RS27-2011 2,4 V8 KERS | P | Хайдфельд | 12  | 3   | 12  | 7   | 8   | 8    | Сход | 10  | 8   | Сход | Сход |     |      |     |     |      |     |      |      | 5     | 73   |
| 2011 | Renault RS27-2011 2,4 V8 KERS | P | Сенна     |     |     |     |     |     |      |      |     |     |      | тест | 13  | 9    | 15  | 16  | 13   | 12  | 16   | 17   | 5     | 73   |
| 2011 | Renault RS27-2011 2,4 V8 KERS | P | Петров    | 3   | 17† | 9   | 8   | 11  | Сход | 5    | 15  | 12  | 10   | 12   | 9   | Сход | 17  | 9   | Сход | 11  | 13   | 10   | 5     | 73   |
| 2011 | Renault RS27-2011 2,4 V8 KERS | P | Грожан    |     |     |     |     |     |      |      |     |     |      |      |     |      |     |     |      |     | тест | тест | 5     | 73   |

† Не финишировал, но был классифицирован, так как преодолел более 90 % дистанции.